# 浙江省温州市中级人民法院
温州市中级人民法院是中国浙江省温州市的中级人民法院，简称温州中院。

## 历史
1950年11月浙江省人民法院温州分院成立，1953年改建为浙江省温州地区中级人民法院。1955年7月建立温州市中级人民法院。1981年温州地市合并，温州地区中级人民法院和温州市中级人民法院合并，成立温州市中级人民法院。

## 案件
包郑照诉苍南县人民政府强制拆除案：1985年，温州市苍南县农民包郑照在舥艚镇河滩上建造了1座3层楼房，并办理了房屋产权登记，两年后，苍南县政府强行拆除了包郑照的房屋。包郑照上诉至县、市法院，均被拒绝受理，经律师楼献努力，1988年2月，浙江省高级人民法院指定温州市中级人民法院受理此案。1988年8月25日，温州中院在苍南电影院开庭审理，苍南县县长黄德余出庭应诉，《人民日报》、新华社、中央人民广播电台等26家新闻单位的近50名记者现场旁听。8月29日，温州中院一审判决，驳回原告诉讼请求。包郑照等不服，上诉至浙江省高级人民法院。12月，浙江高院在温州市人民大会堂二审开庭审理，驳回上诉。该案被称为民告官第一案，推进了《中华人民共和国行政诉讼法》的出台。
乐清幼师打车遇害案：2018年8月24日，温州乐清年仅19岁的女子搭乘滴滴顺风车时被司机钟元奸杀。2019年1月4日，温州中院依法不公开开庭审理，2月1日，以故意杀人罪、强奸罪、抢劫罪，判决钟元死刑。
五溪村委会诉龙湾区政府继续履行行政协议案：根据龙湾区政府制定的细则，区政府对被收回浅海滩涂海域使用权的村级集体，补偿以钢混结构的标准厂房。2015年标准厂房验收后，五溪村始终未办理产权登记。村民向村委会反映，村委会不同意由自己起诉，根据法律规定，过半数村民可用集体经济组织名义提起诉讼。2024年4月，五溪村村民委员会和五溪村股份经济合作社共1735名村民状告温州市龙湾区人民政府。4月10日，温州中院公开开庭审理。